# Bake a Cake (film)
Pour plus de détails, voir Fiche technique et Distribution.
Bake a Cake est un court métrage français réalisé par Aliocha, sorti en 2011. 
Il remporte le grand prix du festival du film de Milan 2012.

## Synopsis
Six hommes se retrouvent pour passer une soirée ensemble. Les langues se délient.

## Fiche technique
- Titre : Bake a Cake
- Réalisation et scénario : Aliocha
- Photographie : Olivier Strauss
- Production : Aliocha
- Pays d'origine :  France
- Langue : français
- Format : couleur
- Durée : 13 min

## Distribution
- Jean-Louis Coulloc'h : Jean-Louis
- Sid Amiri : Sid
- Frode Bjornstad : Frode
- Jean-Pierre Dalaise : Jean-Pierre
- Benjamin Fanni : Benjamin
- Pablo Saavedra : Pablo